# Deflektor wiatrowy

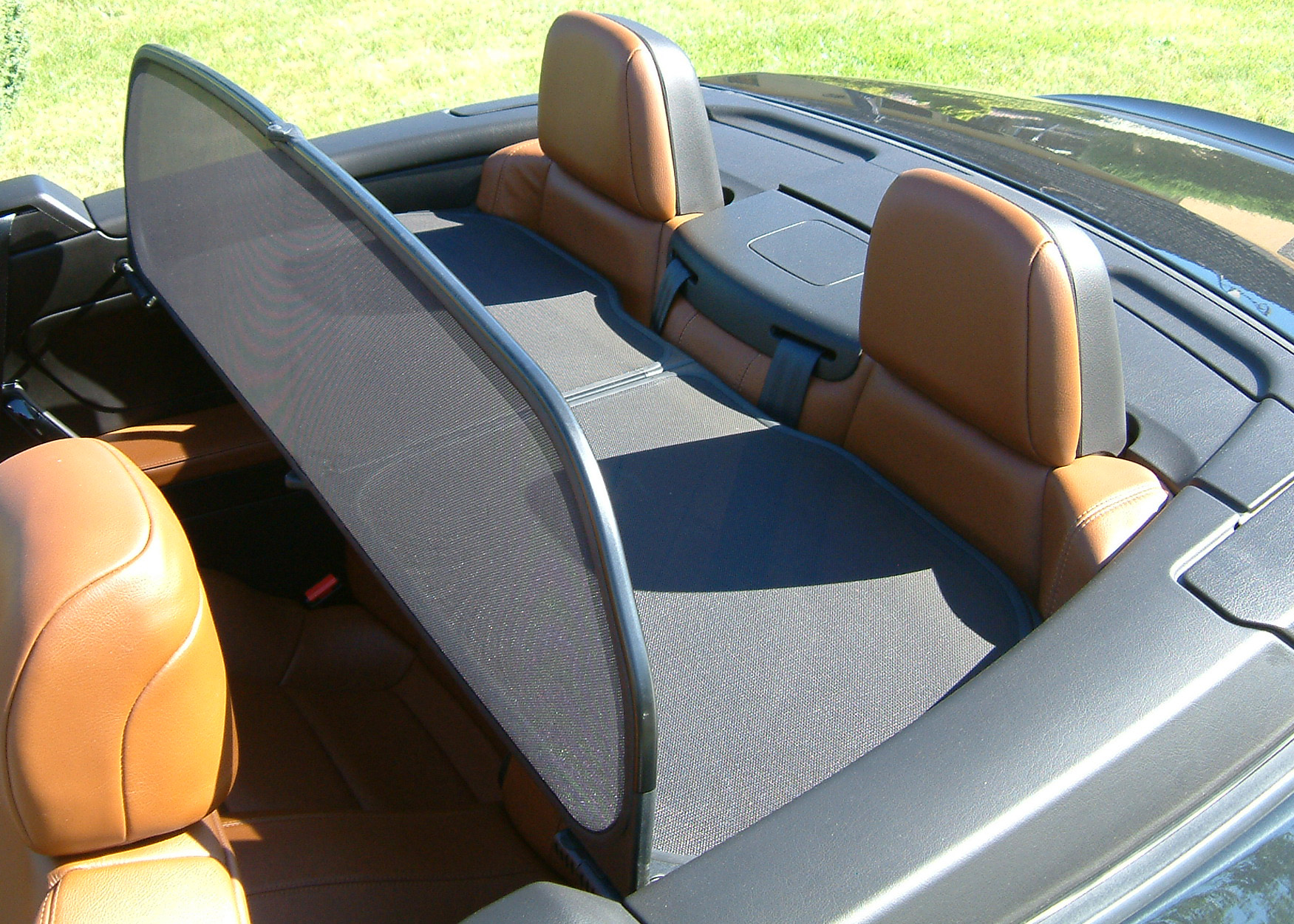
Deflektor wiatrowy

Deflektor wiatrowy, windszot – siatka mocowana za oparciami foteli w samochodach osobowych z nadwoziem otwartym, czyli kabrioletach i roadsterach. Zadaniem deflektora wiatrowego jest „wyłapanie wiatru”, co pozwala na jazdę z dużą prędkością przy złożonym dachu. Bez deflektora wiatrowego opływające samochód powietrze byłoby zbyt uciążliwe dla jadących samochodem.